# Brusnik i Svetac
Brusnik i Svetac este o arie protejată (sit de importanță comunitară — SCI) din Croația întinsă pe o suprafață de 1.500,92 ha, integral marine.

## Localizare
Centrul sitului Brusnik i Svetac este situat la coordonatele 43°01′06″N 15°45′49″E / 43.018444°N 15.763717°E.

## Înființare
Situl Brusnik i Svetac a fost declarat sit de importanță comunitară în iulie 2013 pentru a proteja un număr necunoscut de specii din flora spontană și fauna sălbatică aflate în arealul zonei.

## Biodiversitate
Situată în ecoregiunea marină mediteraneană, aria protejată conține 2 habitate naturale: Peșteri marine scufundate complet sau parțial, Recifuri.
La baza desemnării sitului se află un număr nedeclarat de specii protejate.